# Mesochorus gemellus
Mesochorus gemellus är en stekelart som beskrevs av Holmgren 1860. Mesochorus gemellus ingår i släktet Mesochorus och familjen brokparasitsteklar. Inga underarter finns listade i Catalogue of Life.